# Mirai Robo Daltanious
Future Robot Daltanious (яп. 未来ロボ ダルタニアス Мирай Робо Дарутаниасу, англ. Mirai Robo Daltanias) — японский аниме-сериал, выпущенный студией Toei Animation. Транслировался по телеканалу Tokyo Channel 12 с 21 марта 1979 года по 5 марта 1980 года. Сериал также транслировался на территории Италии, Перу, Венесуэлы и Аргентины.

## Сюжет
В футуристическом 1995 году Земля оказывается завоёванной армией инопланетян, пришедших из звёздного скопления, известного как Акрон. Многие города разрушены, а остатки людей живут в убогих городах и деревнях. История начинается с подростка по имени Кэнто, который со своими друзьями, убегая от бандитов, прячется внутри пещеры.
В пещере подростки находят секретную базу профессора Ирла, представителя инопланетной расы, которая завоевала Землю. Профессор хранит информацию о научных достижениях Акронцев, в том чисел и о супер-роботах. Профессор, не довольный политикой Акрона строит для парня супер-робота Антареса,  зная о настоящих корнях Кэнто.
Спустя некоторое время наши герои выгнали Акронцев с Земли, после чего те стали пытаться вновь её захватить. Тогда был найден робот-лев Бералиус. Соединяясь с ним и с машиной Ганпером, Антарес превращается в Дальтаниуса, и его сила возрастает во много раз.
Чуть позже Кэнто находит отца, и летит в звездное скопление  Акрон, где убивает Главнокомандующего пришельцами. Затем он улетает обратно на землю, а Харлин и Ирл остаются править воскрешенной империей Гелиос.

## Список персонажей
- Кэнто Татэ (яп. 楯剣人) — главный герой истории. Весёлый и беззаботный парень. Родился в 1979 году. Ему 16 лет. Немного помнит от отце, который бросил семью много лет назад. После смерти матери и сестры, при очередном нападении Акронов, стал расти на улице  как бандит, вместе с другими сиротами. Позже выясняется, что он является внуком императора, правившим мирно империей Гелиоса (ныне Акрон).
- Дани Хибари (яп. 柊 弾児) — друг Кэнто и пилот машины «Джампер», который образует ноги Дальтаниуса. О его прошлом ничего не известно. Встретился к Кэнто впервые вовремя атаки пришельцев. Его отца подставили и фальшиво обвинили в убийстве и приговорили к смертной казни. С тех пор мальчик стремится найти истинных виновников и отомстить.
- Профессор Ирл (яп. アール博士) — бежал на Землю в 1945 году вместе с капсулой отца Кэнто, чтобы пробудить его во время атаки Акронцев, но отец пробудился раньше, чем предполагалось. Профессор Ирл построил 3 машины, которые могут соединятся в супер-робота Дальтаниуса. При встречи к Кэнто, узнав о его наследии, пытался перевоспитать его, но встретил сопротивление со стороны героя, которые предпочитает оставаться хулиганом.
- Санаэ (яп. 白鳥) — 16-ти летняя девушка, которая стремится помочь сиротам, выжившим после катастрофы. Близкая подруга Кэнто и Дани.
- Мита — 6-ти летняя девочка-сирота. Очень привязана к Кэндо, но часто капризничает. Очень смелая.
- Дзиро — сирота, дружит к Кэндо. Ему 9 лет. Готов в любое время разделить с ним горе.
- Харлин — отец Кэнто и наследный принц империи Гелиоса, уничтоженной Акронами. Прибывает на землю с профессором в 1945 году. При пробуждении, Харлин страдает амнезией и начинает адаптироваться к жизни на Земле (Японии). Так он женится и у него появляется сын. Но после того, как Харлину возвращается память, он решает покинуть семью.

## Роли озвучивали
- Тосио Фурукава
- Кэйко Хан
- Томомити Нисимура
- Ёсито Ясухара
- Ё Иноуэ
- Юко Мита

## Игрушки
Игрушки-роботы выпускались впервые во время трансляции оригинального сериала компанией Popy. В 2011 году игрушки были снова выпущены компанией Bandai, как часть линии Soul of Chogokin.